# Nahed Hattar
Nahedh Hattar (en arabe : ناهض حتر) est un écrivain, journaliste et militant politique jordanien né en 1960 et assassiné le 25 septembre 2016 à Amman en Jordanie.

## Biographie
Nahedh Hattar est originaire du village chrétien de Fuheis (en), au nord-ouest d'Amman. Il est un membre athée de la communauté chrétienne de Jordanie, qui représente environ 5 % de la population totale du pays. 
Il est emprisonné à plusieurs reprises en 1977 et en 1979, principalement pour avoir critiqué le roi Hussein, puis est la cible d'une tentative d'assassinat en 1998. Il part se réfugier quelques années au Liban où il devient éditorialiste du quotidien de gauche Al-Akhbar, proche du Hezbollah,. Il est décrit comme un « nationaliste arabe de gauche », fervent opposant à l'islam politique. Au début de la guerre civile syrienne, il manifeste son soutien au président Bachar el-Assad et qualifie les opposants au régime de « sympathisants terroristes ». Il a été parfois accusé de toucher des pots-de-vin pour promouvoir le régime syrien. Il s'oppose également à l'intervention arabe menée par l'Arabie saoudite dans la guerre civile yéménite et s'engage dans la défense des droits des Palestiniens réfugiés en Jordanie.
Le 13 août 2016, il est arrêté pour avoir publié sur son compte Facebook une caricature — dont il n'est pas l'auteur — se moquant des djihadistes de l'État islamique, jugée offensante envers l'islam. Le dessin représente Dieu, ce qui est interdit par la loi jordanienne. Il a été accusé par les autorités d'« incitation aux dissensions confessionnelles » et d'« insulte » à l'égard de l'islam. Le Premier ministre Hani al-Mulki est à l'origine de la demande de poursuites.
Il est libéré sous caution début septembre.

### Caricature
La caricature partagée par Nahed Hattar a été dessinée à une date indéterminée par un auteur inconnu. Elle représente un djihadiste de l'État islamique au paradis, dans un lit et entouré de deux jeunes femmes, sans doute deux houris (vierges du paradis) que les djihadistes pensent promises à ceux qui meurent en « martyr ». Dieu est présent et le djihadiste s'adresse à lui comme à un serviteur. Il lui demande « du vin, des noix de cajou, et quelqu’un pour venir faire le ménage dans la chambre » et lui rappelle de frapper avant d'entrer.
Le dessin, qui critique indirectement la fausse piété et l'hypocrisie religieuse de Daesh, représente un djihadiste au paradis, dans un lit avec deux femmes, et s'adressant avec irrespect à Dieu, lui donnant des ordres. La caricature avait pour titre : « Seigneur des Daechistes », en allusion aux djihadistes de l'État islamique. 

### Assassinat
Le 25 septembre 2016, il est assassiné alors qu'il monte les marches du tribunal d'Amman. Un homme barbu et vêtu d'une thobe (vêtement traditionnel) lui tire dessus à bout portant à trois reprises avant de se rendre aux policiers présents devant le tribunal. Touché à la tête, il meurt à son arrivée à l'hôpital. La raison de son assassinat n'est pas identifiée avec certitude, en effet, son soutien à Bachar el-Assad peut être aussi le mobile du tueur.
Le gouvernement jordanien dénonce un « crime odieux », promettant de poursuivre et de juger l'assassin. « La loi sera appliquée fermement sur celui qui a commis ce crime et le gouvernement frappera avec une main de fer toute personne qui osera profiter de ce crime pour répandre un discours de la haine ». Il sera condamné à mort.
Nahed Hattar est enterré le 28 septembre à Fuheis, son village natal. Son cercueil, enveloppé dans le drapeau jordanien, est suivi par une foule de plusieurs milliers de personnes brandissant drapeaux et banderoles (« Non à l'extrémisme, non à la violence, non à l'assassinat »), dont de nombreux policiers et l'ancien Premier ministre Abdullah Ensour.